# Klompenmuseum Sköpke
Het Klompenmuseum Sköpke is gevestigd in Enter in Nederland. Enter was vroeger een 'klompendorp' en telde ooit meer dan 300 klompenmakers. Het museum is in 1987 ontstaan vanuit de stichting Oudheidkamer Buisjan en toont de geschiedenis van de Enterse klomp, de klompenmakers en hun gereedschappen.
Er staan oude machines die tot in de jaren 1950 gebruikt werden en waarmee nu nog demonstraties gegeven worden. Er worden ook regelmatig demonstraties van handmatig klompenmaken gegeven. In de winter zijn er klompenmakerscursussen.
Het handmatig klompenmaken is sinds 2013 onderdeel van de Inventaris Immaterieel Cultureel Erfgoed Nederland. 